# Pauline Kael

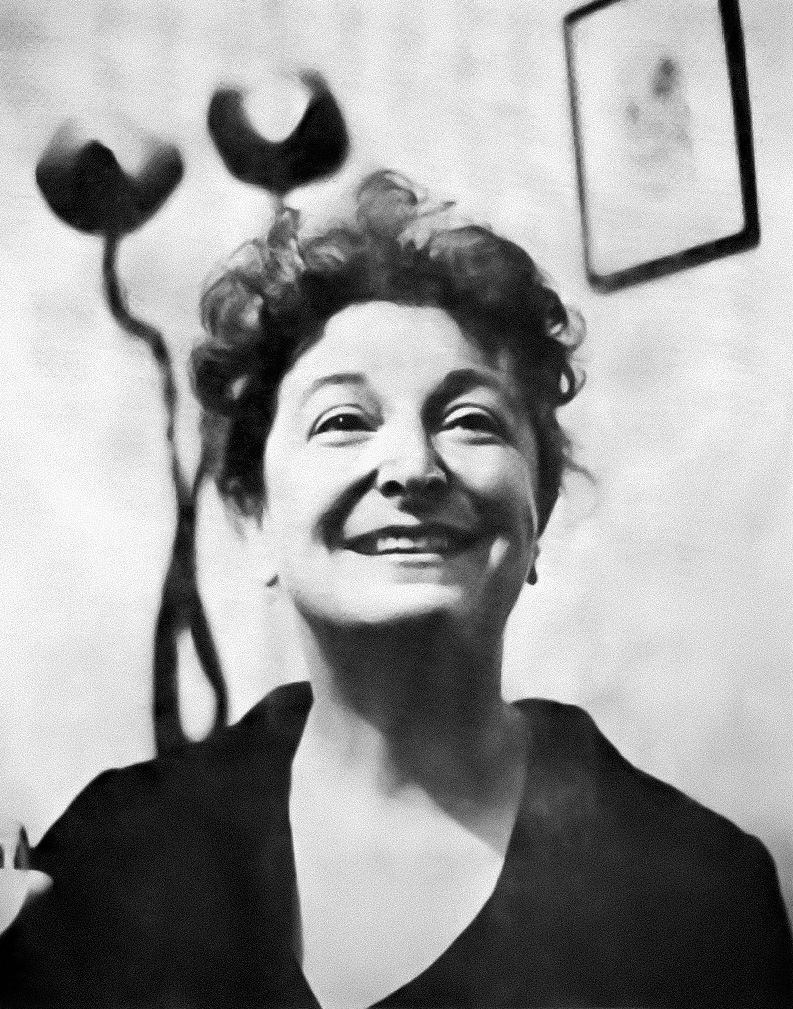
Pauline Kael (1968)

Pauline Kael (* 19. Juni 1919 in Petaluma, Kalifornien; † 3. September 2001 in Great Barrington, Massachusetts) war eine US-amerikanische Filmkritikerin. Sie wird zu den einflussreichsten Filmkritikern des 20. Jahrhunderts gezählt.

## Leben und Werk

### Jugend, Ausbildung und Berufsanfänge
Pauline Kael wurde als fünftes Kind von Judith Jetta Kael, geb. Friedman, und Isaac Kael geboren. Beide Eltern stammten ursprünglich aus dem polnischen Pruszków. Die Kaels hatten sich, wie einige andere jüdische Familien auch, im kalifornischen Petaluma niedergelassen, wo sie eine Hühnerfarm betrieben. Pauline las von Kindesbeinen an gern und viel und wurde von ihrem Umfeld in ihrem Kulturinteresse bestärkt. Die Familie ging zusammen ins Kino, wo Stummfilme gezeigt wurden.
Kael studierte von 1936 bis 1940 Philosophie an der University of California, Berkeley. 1941 zog sie mit dem Dichter Robert Horan, mit dem sie damals liiert war, nach New York. Während Horan schnell Anschluss an die dortige Intellektuellenszene fand, hangelte sich Kael von einem schlechtbezahlten Job zum nächsten. Mitte der 1940er Jahre kehrte sie an die Westküste nach San Francisco zurück, wo sie zunächst mit ihrer Mutter zusammenlebte. Ihre Tochter Gina, die 1948 zur Welt kam, stammt aus einer kurzzeitigen Beziehung mit dem Dichter James Broughton.

### Erfolge als Filmkritikerin
Ihre erste Filmkritik erschien 1953 im City-Lights-Magazin in San Francisco. Weitere Besprechungen folgten, z. B. im Partisan Review, im Moviegoer Magazine und in Kulchur. Sie begann außerdem, regelmäßig für Film Quarterly zu schreiben, und moderierte ab 1955 die Radiosendung Behind The Movie Camera beim gemeinschaftsbetriebenen Lokalradiosender KPFA. In den 1960er Jahren erlangte Kael erstmals größere Aufmerksamkeit durch ihre Auseinandersetzungen mit dem Filmkritiker Andrew Sarris, dem führenden amerikanischen Vertreter der Auteur-Theorie. In ihrem Essay Circles and Squares kritisierte sie diese Theorie, unter anderem weil sie immer nur im Rückblick funktioniere und auf dogmatische Weise die Werke von Regisseuren gegeneinander ausspiele. Kael wollte die Filme eher für sich allein als im Kontext eines Gesamtwerkes betrachten.
Von Mitte der 1950er Jahre bis 1960 betrieb sie zusammen mit Ed Landberg das Cinema Guild in der Telegraph Avenue in Berkeley, das als eines der ersten US-amerikanischen Programmkinos gilt. Kaels prägnante Ankündigungstexte und ihr Einfluss bei der Filmauswahl trugen zur Beliebtheit des Kinos bei. Landberg und Kael zeigten europäische Filme, z. B. von Ingmar Bergman oder Laurence Olivier, aber auch US-amerikanische Musical-Filme, Western und Komödien.
1965 erschien ihre erste Sammlung von Filmkritiken als Buch: I Lost It at the Movies war ein Verkaufserfolg und wurde in der Presse gut besprochen. So urteilte Richard Schickel in The New York Times Book Review: „Ich bin nicht sicher, was genau Miss Kael im Kino verloren hat, aber ganz sicher nicht ihren Witz. Ihre gesammelten Besprechungen bestätigen, […] dass sie die gescheiteste, scharfsinnigste, einfallsreichste und unaffektierteste Filmkritikerin ist, die derzeit in den USA tätig ist.“ Aufgrund des nun einsetzenden Erfolgs zog Kael mit ihrer Tochter wieder nach New York, das als die Hauptstadt der amerikanischen Verlagsbranche galt. Dort schrieb sie 1966 kurzzeitig für die Frauenzeitschrift McCalls, bei der sie sich allerdings durch Verrisse der populären Großproduktionen Dr. Schiwago und The Sound Of Music schnell unbeliebt machte. Sie wurde für Vorträge und Radiosendungen engagiert und schrieb für Magazine wie Holiday und The Atlantic Monthly. Ihre Auftraggeber schätzten Kael einerseits als hervorragende Filmkritikerin, gleichzeitig war sie für ihre undiplomatische Offenheit berüchtigt, die manchmal an Unhöflichkeit grenzte.

### Zeit beiThe New Yorker
1967 bot sie der Atlantic Monthly eine positive Besprechung des Gangsterdramas Bonnie und Clyde von Arthur Penn an, die von der Zeitschrift wegen Überlänge abgelehnt wurde. Der Text erschien schließlich im New Yorker. Kael bezeichnete den Film darin als einen „Wendepunkt des amerikanischen Kinos“. Diese Kritik gilt als eine der Ursachen, warum sich Bonnie und Clyde, der anfangs von etablierten Kritikern wie Bosley Crowther verrissen wurde, schließlich zum oscarprämierten Kassenknüller entwickelte. Nach der Veröffentlichung des Artikels wurde sie vom New Yorker als Filmkritikerin fest engagiert und blieb dort mit einer Unterbrechung bis 1991.
Der Essay Trash, Art and the Movies, den Kael 1969 für Harper’s Magazine schrieb, wurde 1999 in einer Umfrage der New York University auf Platz 42 der 100 besten Beispiele für guten Journalismus im 20. Jahrhundert gewählt. In dem umfangreichen Stück ermutigte sie ihre Leser dazu, den eigenen Eindrücken zu trauen und sich nicht nach der Meinung von Kritikern zu richten. Man könne Filme unmittelbar genießen, sie müssten nicht als Kunst deklariert sein. So hätten z. B. manche Exploitationfilme wie Wild in den Straßen mehr mit dem Leben der Zuschauer zu tun und seien klüger als Filme, die mit mehr Budget produziert wurden.
1971 veröffentlichte Kael im New Yorker den Essay Raising Kane, der anschließend als Vorwort von The Citizen Kane Book erschien. Darin entwickelte sie die These, dass nicht Orson Welles der kreative Kopf hinter dem Filmklassiker Citizen Kane gewesen sei, sondern der Drehbuchautor Herman J. Mankiewicz. Während viele Leser den packend geschriebenen Essay begeistert aufnahmen, wurde Kael von anderer Seite heftig kritisiert: So stellte der Regisseur und Filmkritiker Peter Bogdanovich fest, dass Kael offensichtlich nicht wisse, wie stark ein fertiges Drehbuch während der Dreharbeiten noch verändert werde. Kaels alter Gegenspieler Andrew Sarris erwähnte in seiner Replik in der Village Voice, dass auch Kael selbst sich für Raising Kane an den Werken anderer bedient habe. Tatsächlich hatte sie Rechercheergebnisse und Interviews des UCLA-Dozenten Howard Suber verwendet, ohne ihn, wie vereinbart, als Co-Autor zu nennen und die Gage für den Essay mit ihm zu teilen. Raising Kane beeinflusste den für zehn Oscars nominierten Film Mank von David Fincher aus dem Jahr 2020.
1979 bekam Kael von Hollywood-Star Warren Beatty das lukrative Angebot, als Produzentin für Paramount zu arbeiten. Die nun knapp 60-jährige Kael war unzufrieden mit ihrem mittelmäßig dotierten Engagement beim New Yorker und nutzte die Gelegenheit zur beruflichen Veränderung. Aufgrund ihrer Unerfahrenheit mit den Gepflogenheiten in Hollywood scheiterte sie jedoch schnell: Der Regisseur James Toback beendete die Zusammenarbeit mit ihr am Film Love and Money. Kael verstehe nicht, dass ein Filmdrehbuch immer nur Ausgangsmaterial sei und während des Drehs naturgemäß den Umständen angepasst werde. Als Ersatz bekam Kael einen Posten als „Creative Production Executive“. Ihre Funktion war, Produzenten bei der Entwicklung von Filmideen zu beraten. Hier scheiterte sie an Paramounts marketingorientiertem Vizepräsidenten Donald Simpson, der fast alle ihrer Ideen abschmetterte. Keines der Projekte, die ihr am Herzen lagen, wurde verwirklicht – mit Ausnahme von Der Elefantenmensch, der schließlich von David Lynch verfilmt wurde. Die frustrierte Kael ließ ihren Vertrag mit Paramount auslaufen und kehrte 1980 zum New Yorker zurück. Das Engagement dort hatte sie sich zuvor mit Penelope Gilliatt geteilt: Während Kael die wöchentliche Filmkolumne „The Current Cinema“ für die Monate September bis März schrieb, war Gilliatt für den Rest des Jahres dafür verantwortlich. Nachdem Gilliat jedoch wegen Plagiatsvorwürfen beurlaubt worden war, übernahm Kael die Kolumne ab 1980 ganzjährig.
Im selben Jahr erschien Kaels Buch When the Lights Go Down mit Texten aus den Jahren 1975 bis 1979. Das Buch verkaufte sich wie seine Vorgänger gut, doch häuften sich kritische Stimmen, die Kael zu große Nähe zu Filmemachern und fehlende Neutralität vorwarfen. Auch ihr manchmal übertriebenes Schwelgen in Superlativen wurde moniert. Schließlich kam im August 1980 eine vernichtende Breitseite gegen Kael in The New York Review of Books heraus: Das 8.000 Wörter umfassende Stück der renommierten Journalistin Renata Adler – die u. a. wie Kael für den New Yorker schrieb – trug den Titel The Perils of Pauline. Die Überschrift ähnelte einer 1963 erschienenen Replik von Kael-Gegner Andrew Sarris auf den Circles and Squares-Essay mit dem Titel The Auteur Theory and the Perils of Pauline. Adler verriss Kaels Buch als „Zeile für Zeile [...] wertlos.“ Sie kritisierte Kaels ihrer Meinung nach vulgäre Sprache, mit der sie „unerbittlich und unaufhaltsam“ Bilder von „sexuellem und abweichendem Verhalten, Impotenz, Masturbation, von Verdauungsstörungen, Ausscheidungen, Exkrementen“ beschwöre. Sie beschwerte sich über Kaels schlechten Stil. So setze die Kritikerin ständig rhetorische Fragen ein, die nichts aussagten, aber „schikanieren, anmaßen, beleidigen, erschrecken, werben, sich einmischen, mahnen, aufhetzen“. Außerdem nutze Kael die gegenüber den Autoren großzügige Redaktion des New Yorker aus, von der ihr nicht vorgeschrieben werde, worüber und wie viel sie schreiben solle. Kaels überlange Texte sorgten dafür, dass andere Autoren keinen Platz in dem Magazin fänden. Vom Time magazine wurde Adlers Artikel als „blutigster Fall von Körperverletzung der letzten Jahre“ in den Kreisen der „New Yorker Kulturmafia“ bezeichnet, im New York Magazine war von „verbrannter Erde-Demontage der meistverehrten Filmkritikerin Amerikas“ die Rede. In der Los Angeles Review of Books wurde der Eklat noch 2011 als „die literarische Auseinandersetzung des Jahrzehnts“ bezeichnet. Von Kael selbst sind dazu nur zwei Sätze überliefert: „Schade, dass Miss Adler mit meinen Texten nichts anfangen kann. Was soll ich sagen?“
Kael galt während ihrer Zeit beim New Yorker als einflussreichste Filmkritikerin der USA. Sie engagierte sich in ihren Texten z. B. stark für das New-Hollywood-Kino der 1960er und 1970er Jahre und förderte so die Karrieren von Filmemachern wie Martin Scorsese oder Robert Altman. In dieser Zeit war sie dafür bekannt, dass sie einen Kreis jüngerer Bewunderer um sich scharte, die abschätzig „Paulettes“ genannt wurden. Einerseits förderte Kael diese Schützlinge, andererseits ließ sie sie schnell fallen, sobald sie den Eindruck hatte, sich in ihnen getäuscht zu haben. Die Journalistin Carrie Rickey berichtete, sie habe es sich mit Kael verscherzt, als sie beruflich auf eine vergleichbare Stufe mit der einstigen Förderin aufrückte. Paul Schrader, der sich später als ehemaliger „Paulette“ bezeichnete und betonte, wie sehr Kael seine Karriere gefördert habe, zog 1971 ihren Unwillen auf sich. Er hatte sich geweigert, einen Job als Filmkritiker anzunehmen, für den sie ihn vorgesehen hatte. David Denby schrieb 2003 einen Nachruf auf sein einstiges Vorbild mit dem Titel „My Life as a Paulette“. In diesem Text gesteht Denby, dass er ihr mit seinen Texten gefallen wollte, Kael sei daraufhin jedoch auf Abstand gegangen.

### Lebensende
Ende der 1980er Jahre wurde bei Kael die Parkinson-Krankheit diagnostiziert. Aufgrund ihres sich schnell verschlechternden Gesundheitszustands beendete sie im Februar 1991 ihr Engagement beim New Yorker, die Filmkolumne übernahm Terrence Rafferty. Kael zog sich in ihr Haus in Great Barrington zurück, wo sie im September 2001 im Alter von 82 Jahren starb.

## Bedeutung und Markenzeichen
Pauline Kael veröffentlichte insgesamt 13 Bücher und schrieb Hunderte von Filmkolumnen für den New Yorker.
Sie glaubte nicht an die Objektivität von Kritik und betonte den Einfluss ihrer eigenen Persönlichkeit auf ihre Texte. Insbesondere mit dieser Haltung beeinflusste sie viele spätere Filmkritiker. So schrieb Roger Ebert, dass durch Kael die Ich-Perspektive in der Filmkritik ins Zentrum gerückt sei. Nicht zuletzt durch diesen persönlichen Ansatz sei Kael die „mächtigste, meistgeliebte und meistgehasste Filmkritikerin ihrer Zeit“ geworden. Sie habe immer offene Worte für Filme, die sie liebte oder hasste, gefunden. Zugleich zeichneten sich ihre Filmkritiken durch Humor und scharfe Beobachtungen aus. Mitunter fielen ihre Verrisse sehr hart aus, so soll ihr Verriss des Filmes Ryans Tochter den Regisseur David Lean so in seinen Fähigkeiten verunsichert haben, dass er auch deshalb 14 Jahre keinen Film mehr inszenierte. Owen Gleiberman drückte es in Variety so aus: „Wenn Pauline Kael einen Film rezensierte, pulsierte der Text vor Leben. Was nicht heißen soll, dass sie nicht alles genau analysierte. Die Analyse war in jedes Wort eingebrannt und mit der expressiven Kraft ihres freien und flüssigen Schreibstils verwoben.“
Auch Filmemacher wie Quentin Tarantino und David O. Russell zählen zu Kaels Fans.

## Veröffentlichungen (Auswahl)
- I Lost It at the Movies. Little, Brown & Co, Boston 1965
- Kiss Kiss Bang Bang. Little, Brown & Co, New York City / Boston / Toronto 1968
- Deeper into Movies. Little, Brown & Co, New York City / Boston / Toronto 1973
- When the Lights go Down. New York 1980.
- 5001 Nights at the Movies. Holt, Rinehart and Winston, New York City / London 1982
- The Age of Movies: Selected Writings of Pauline Kael. Hg. von Sanford Schwartz, Library of America, Boone 2011, ISBN 978-1-59853-508-2

## Auszeichnungen
- 1970 George Polk Award
- 1974 National Book Award für Deeper into Movies
- 1991 Mel Novikoff Award des San Francisco International Film Festival

## Filme
- Ed & Pauline. Dokumentarfilm, USA 2014, 18 Min., Regie: Christian Bruno, Natalija Vekic
- What She Said: The Art of Pauline Kael. Dokumentarfilm, USA 2018, 50 Min., Buch und Regie: Rob Garver